# معترض مالیاتی
معترض مالیاتی کسی است که بر مبنایی قانونی از پرداخت مالیات خودداری می‌کند، نوعاً از آن جا که باور دارد قوانین مالیاتی خلاف قانون اساسی یا بی اعتبارند. معترضین مالیاتی با مقاومین مالیاتی که از پرداخت مالیات به عنوان اعتراضی به دولت یا سیاستهایش خودداری می‌کنند نه به دلیل باور به بی اعتبار بودن خود قانون مالیات، متفاوتند.
معترضین مالیاتی استدلال‌های متفاوتی را مطرح می‌کنند. از جمله استدلال‌های قانون اساسی نظیر ادعاهایی که متمم شانزدهم قانونی تصویب نشده یا غیرقانونی ست، یا این که مجبور شدن به بایگانی کردن بازگشت مالیات بر درآمد امتیاز متمم پنجم علیه مقصر شماری خود را نقض می‌کند. دیگر استدلالها معتقدند که مالیات بر درآمد قانونی هست اما احکام وضع کننده آن کارامد نیست یا این که اسکناس بانک مرکزی شامل پول نقد یا درآمد نمی‌شود. با این وجود مجموعه دیگری از استدلالها حول مجموعه‌ای از توطئه‌ها در خصوص بسیاری از سازمانهای دولتی متمرکز است.